# Adsbøl (Sønderborg Kommune)
Adsbøl (dt. Atzbüll) ist ein Ort mit 330 Einwohnern in der süddänischen Sønderborg Kommune und befindet sich im Gråsten-Adsbøl Sogn. Adsbøl liegt etwa 2 km nordöstlich von Gråsten und 11 km westlich von Sønderborg. Das Dorf liegt am Nybøl Nor, einem nördlichen Seitenarm der Flensburger Förde.

## Namensdeutung
Der erstmals 1436 als Attesbull erwähnte Ortsname besteht aus dem altdänischen Männernamen Atti und der Ortsnamen-Endung -büll; damit bedeutet er so viel wie „Siedlung des Atti“.

## Geschichte
Die genaue Entstehung der Gemeinde Adsbøl ist unklar, man nimmt aber einen Zeitraum zwischen 1100 und 1200 an. Die Entstehung des Dorfes ist eng an das, inzwischen abgegangene, Herrenhaus Holbæk verknüpft. Die Dorfbewohner waren als Pächter der Ländereien der Herren von Holbæk tätig.
Adsbøl gehörte zunächst zu Ullerup erst ab 1567 wurde es zu einer unabhängigen Gemeinde, seit 1708 war der Gemeindepfarrer zugleich Hofpfarrer der Herzöge von Gråsten.
Im Dorf gab es von 1801 bis 1972 eine kleine Grundschule, das Gebäude wurde 1982 an eine christliche Privatschule verkauft die allerdings 2007 den Schulbetrieb einstellte. Inzwischen befindet sich die Æblegård Friskole in diesem Gebäude.
Als 1901 der Zugverkehr auf der Bahnstrecke Sønderborg–Tinglev aufgenommen wurde, erhielt auch Adsbøl eine Haltestelle die bis 1955 Bestand hatte.
Nachdem sich in der Volksabstimmung von 1920 der überwiegende Teil der nordschleswigschen Bevölkerung für eine Angliederung an Dänemark ausgesprochen hatte, kam auch Adsbøl zu Dänemark. Die Kirchengemeinde erhielt 1976 den Namen Pastorat Graasten-Adsbøl.

## Sehenswürdigkeiten
Die ungefähr 800 Jahre alte Adsbøl Kirke befindet sich in Adsbøl.
Die Kirche in Adsbøl stammt aus dem 13. Jahrhundert und wurde im Laufe der Zeit mehrfach renoviert und erweitert. So wurde die Kirche unter anderem im Schwedischen Krieg 1658–59 beschädigt.
Die Kirche besteht aus einem Langhaus mit einem romanischen Chor und einem gotischen Anbau an der Westseite. 1926 wurde am Westende des Kirchenschiffs ein hölzerner Glockenturm errichtet, zu den 3 Glocken gehören die mittelalterliche Messglocke und eine große Glocke aus dem Jahre 1503.

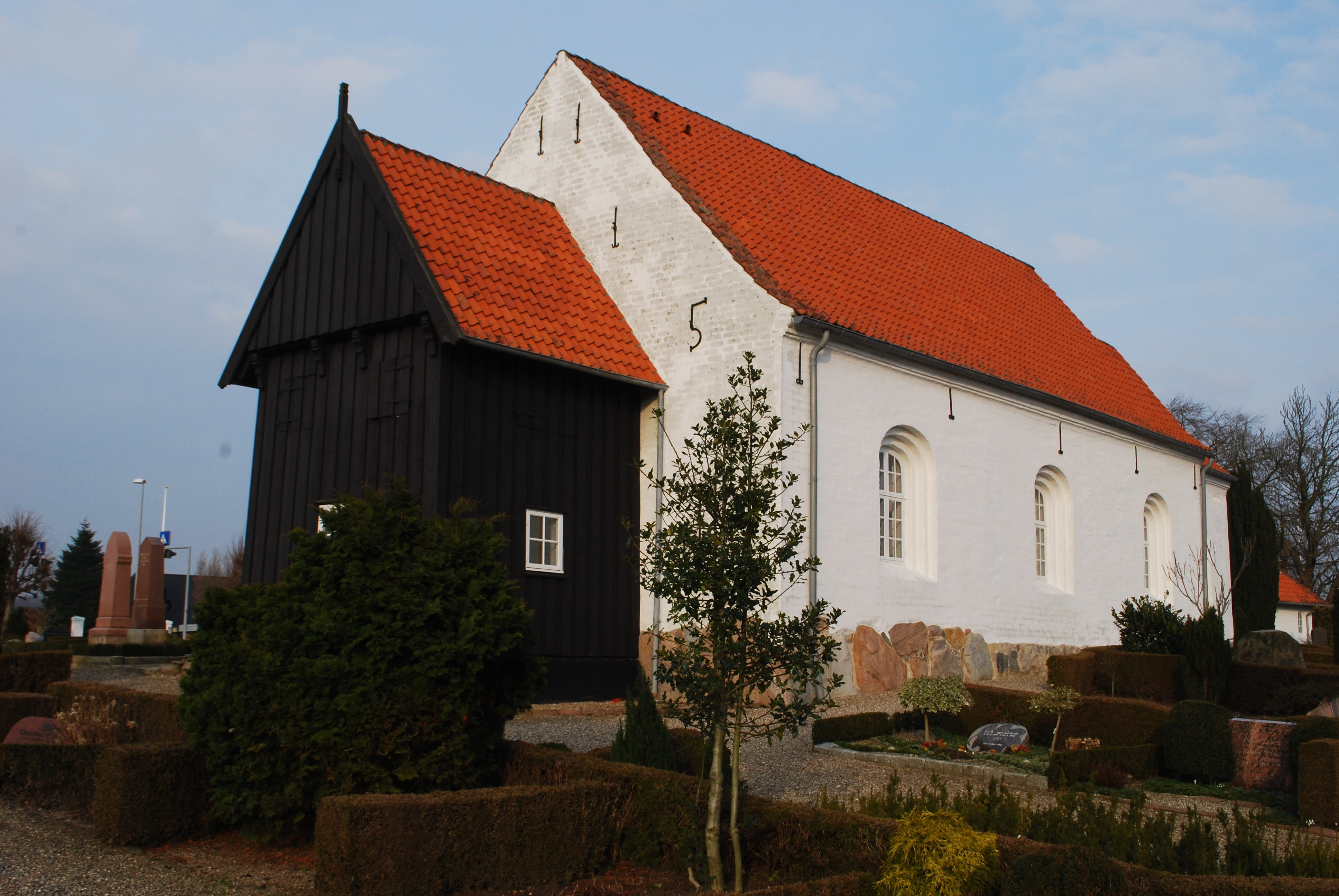
Kirche von Adsbøl